# Tough Love: Best of the Ballads
Tough Love: Best of the Ballads es un álbum recopilatorio de la banda de rock estadounidense Aerosmith bajo el sello Geffen Records. Su lanzamiento fue anunciado el 20 de marzo de 2011, para el día 10 de mayo de 2011.

## Lista de canciones
| N.º | Título                | Escritor(es)                             | Duración |  |
| 1.  | «Angel»               | Steven Tyler, Desmond Child              | 5:08     |  |
| 2.  | «Amazing»             | Tyler, Richie Supa                       | 5:56     |  |
| 3.  | «Love In An Elevator» | Tyler, Joe Perry                         | 5:23     |  |
| 4.  | «Cryin'»              | Tyler, Perry, Taylor Rhodes              | 5:08     |  |
| 5.  | «What It Takes»       | Tyler, Perry, Child                      | 5:09     |  |
| 6.  | «Rag Doll»            | Tyler, Perry, Jim Vallance, Holly Knight | 4:24     |  |
| 7.  | «Crazy»               | Tyler, Perry, Child                      | 5:16     |  |
| 8.  | «Deuces Are Wild»     | Tyler, Vallance                          | 3:35     |  |
| 9.  | «Livin' On The Edge»  | Tyler, Perry, Mark Hudson                | 6:20     |  |
| 10. | «Blind Man»           | Tyler, Perry, Rhodes                     | 4:00     |  |
| 11. | «Janie's Got A Gun»   | Tyler, Tom Hamilton                      | 5:28     |  |
| 12. | «Dream On»            | Tyler                                    | 4:28     |  |